# Jerry Rawlings
Jerry John Rawlings, nascido como Jeremiah Rawlings John (Acra, 22 de junho de 1947 — Acra, 12 de novembro de 2020), foi um militar e político ganês. Foi presidente de Gana, de 1981 até 2001. Após isso, Rawlings serviu como o enviado especial da União Africana para a Somália.

## Carreira
Entrou na academia militar ganesa em Teshie, em 1968. No ano seguinte, tornou-se piloto da Força Aérea do Gana e foi promovido à categoria de tenente. A pobreza estava então a aumentar num país governado desde 1966 por um regime militar corrupto e repressivo. Jerry Rawlings liderou uma primeira tentativa de golpe de estado a 15 de Maio de 1979. A sua tentativa falhou. Ele foi preso. Três semanas depois, libertado por outros oficiais após ter sido condenado à morte, organizou outro golpe a 4 de Junho de 1979, que derrubou o regime de Fred Akuffo e o levou ao poder. Em 24 de Setembro de 1979, entregou o poder a um governo civil, liderado pelo Presidente Limann.  Insatisfeito com o poder civil, que considerava corrupto, recuperou o controlo do país em 31 de Dezembro de 1981 com um novo golpe de Estado que derrubou o regime de Limann.
Tornou-se então presidente do Conselho Provisório de Defesa Nacional. Não alegou ser marxista ou capitalista, mas, confrontado com uma crise económica, a partir de 1983 aplicou uma política económica liberal de ajustamento estrutural, de acordo com os desejos do Fundo Monetário Internacional e do Banco Mundial, que concedeu empréstimos em troca. Contudo, a fim de manter o papel central do Estado na vida económica do país, Jerry Rawlings tentou abrandar o desmantelamento do sector público e as privatizações. Os investimentos e empréstimos permitiram-lhe prosseguir uma política de modernização das zonas rurais e financiar programas sociais, limitando assim o impacto social negativo do "ajustamento estrutural" sobre as populações mais pobres. O Gana emergiu da recessão e registou uma taxa média de crescimento de 5% durante a década 1983-1993, enquanto a inflação caiu para 10%.
Em questões de política externa, o Gana regressou às posições pan-africanas e do Terceiro Mundo do pai da independência do Gana, Kwame Nkrumah. Em oposição a todos os "exploradores de África", aproximou-se da Cuba de Fidel Castro e da Líbia de Muammar al-Gaddafi. Era também próximo do presidente do Burkina Faso, Thomas Sankara.
No Gana, pronunciou-se formalmente contra a excisão e outros tipos de práticas tradicionais prejudiciais.
Em 1992, Rawlings demitiu-se do exército, estabeleceu um sistema multipartidário, e fundou o Congresso Democrático Nacional. Envolveu o país num processo de democratização. A Quarta República do Gana foi proclamada. Foi eleito Presidente a 7 de Dezembro de 1992.
Como presidente da Comunidade Económica dos Estados da África Ocidental, ele envolveu-se particularmente na resolução da crise liberiana. Enquanto o Gana é visto como um modelo de estabilidade na África Ocidental, Rawlings goza de grande prestígio no estrangeiro pelo seu papel de pacificador em crises regionais.
Contudo, o país tem vindo a atravessar uma crise económica desde meados dos anos 90 e o governo enfrenta movimentos sociais provocados pela introdução, sob pressão do Banco Mundial, de um sistema de imposto sobre o valor acrescentado. Os preços sobem 60% e o nível de vida cai novamente.
A popularidade de Jerry Rawlings, embora em declínio, permanece elevada nos classes baixas, enquanto a oposição e a imprensa estão a trabalhar para atacar a sua imagem.
Rawlings morreu em 12 de novembro de 2020, aos 73 anos, no Korle-Bu Teaching Hospital, em Acra.